# Кировоградска област
Кировоградска област (на украински: Кіровоградська область) е една от 24-те области на Украйна. Площ 24 588 km² (14-о място по големина в Украйна, 4,07% от нейната площ). Население на 1 януари 2019 г. 936 972 души (23-то място по население в Украйна, 2,18% от нейното население). Административен център е град Кропивницки (до 2016 г. се нарича Кировоград). Разстояние от Кропивницки до Киев по шосе 300 km, с железопътен транспорт — 392 km.

## Историческа справка
През 1754 г. след образуването на Нова Сърбия, по нареждане на руснаците украинските казаци построяват крепостта Св. Елизавета за защита на тези земи от набезите на кримските татари, а селището възникнало край нея през 1765 г. официално е утвърдено за град Елисаветград и вторично през 1782 г. През 1924 г. градът е преименуван на Зиновиевск, през 1934 г. на Кирово, на 10 януари 1939 г. на Кировоград, а от 14 юли 2016 г. се нарича Кропивницки. През същата 1754 г. източно от крепостта Света Елисавета възниква селището Усовка, което през 1784 г. е признато за град Александрия. Останалите 10 града в областта са признати за такива по време на съветската власт от 1938 г. до 1974 г. На 10 януари 1939 г. е образувана Кировоградска област, като са отделени райони от Николаевска, Одеска и Полтавска област.

## Географска характеристика
Кировоградска област е разположена в централна част на Украйна. На север граничи с Черкаска област, на североизток – с Полтавска област, на изток – с Днепропетровска област, на юг – с Николаевска област, на югозапад – с Одеска област и на запад – с Виницка област. В тези си граници заема площ от 24 588 km² (814-о място по големина в Украйна, 4,07% от нейната площ). Дължина от запад на изток 315 km, ширина от север на юг 150 km.
Областта е разположена покрай десния бряг на река Днепър и територията ѝ изцяло се заема от южните части на обширното Приднепровско възвишение с преобладаващи височини от 150 до 200 m, максимална 269 m (48°08′51″ с. ш. 31°41′00″ и. д. / 48.1475° с. ш. 31.683333° и. д., в южната ѝ част, на 2 km югозападно от село Кропивницкое в Новоукраински район). Цялата равнинно-вълниста повърхност на областта е силно разчленена от мрежа от дълбоки речни долини и суходолия, като разчленеността се увеличава от юг на север и североизток.
Климатът е умерено континентален. Зимата е мека, с чести краткотрайни затопляния. Средна януарска температура -5,4 °C, -5,6 °С, минимална -35 °С. Лятото е горещо със средна юлска температура 20 – 21,4 °C, максимална 40 °С. Годишната сума на валежите е около 400 mm, като 70% от тях падат през топлия сезон. Продължителността на вегетационния период (минимална денонощна температура 5 °C) е 200 – 210 денонощия.
Територията на областта почти на половина се поделя между водосборните басейни на реките Днепър (източната част) и Южен Буг (западната част). На североизток, по границата с Полтавска област преминава участък от средното течение на Днепър, като в областта попадат части от Кременчугското водохранилище (долната му част) и част от „опашката“ на Днепродзержинското водохранилище. По-значителните притоци на Днепър са Тясмин, Ингулец (горното течение), Цибулник и др. В западната част на областта протича участък от средното течение на река Южен Буг (влива се в Черно море) с притоците си Ингул (горното течение), Синюха, Синица и др.
В почвената покривка преобладават черноземните почви. Северозападните райони са заети от мощни и деградирали черноземи, редуващи се с участъци от оподзолени черноземи, сиви и тъмносиви оподзолени горски почви. В югоизточните райони господстват обикновените среднохумусни черноземи, а в крайния югоизток – малохумусните. Кировоградска област е разположена на границата между степната и лесостепната зона, като и в двете зони около 90% от повърхността им представляват обработваеми земи. Горите и храстите заемат 4,5% от територията ѝ, като се представени както от големи горски масиви, така и от малки участъци с преобладаване на дъб, габър, ясен, клен, бор, липа и др. По долините на реките и по вододелните лесостепни части има малки горски дъбрави, в т.ч. „Чорни Лес“, „Голочански Лес“. Животинският свят е характерен за степната и лесостепната зона: сърна, дива свиня, бурсук, лисица, норка, лос, заек, различни гризачи – лалугер, хамстер, мишка и др. Птичият свят е представен от гугутка, ястреб, пъдпъдък, дива гъска, дива патица, дропла, орел и др.

## Население
На 1 януари 2019 г. населението на Кировоградска област област е наброявало 936 972 души (2,18% от населението на Украйна). Гъстота – 38,11 души/km². Градско население – 62,21%. Етническият състав включва около 90 националности, в т.ч.: украинци 90,1%, руснаци 7,5%, молдовани 0,7%, беларуси 0,4%, българи 0,2% и др.
Най-компактното население на българи в Кировоградска област е в Олшанка, които често наричат себе си алфатарски българи.

## Административно-териториално деление
В административно-териториално отношение Кировоградска област се дели на 4 областни градски окръга, 21 административни района, 12 града, в т.ч. 4 града с областно подчинение и 8 града с районно подчинение, 27 селища от градски тип и 2 градски района (в град Кропивницки).
| Административна единица | Площ (km²) | Население (2017 г.) | Административен център | Население (2017 г.) | Разстояние до Кропивницки (в km) | Други градове и сгт с районно подчинение |
| ----------------------- | ---------- | ------------------- | ---------------------- | ------------------- | -------------------------------- | ---------------------------------------- |
| Областен градски окръг  |            |                     |                        |                     |                                  |                                          |
| 1. Александрия          | 55         | 91 947              | гр. Александрия        | 79 289              | 75                               | Александрийское, Пантаевка               |
| 2. Знаменка             | 15         | 27 482              | гр. Знаменка           | 22 444              | 40                               | Знаменка Вторая                          |
| 3. Кропивницки          | 103        | 240 585             | гр. Кропивницки        | 232 052             | -                                | Новое                                    |
| 4. Светловодск          | 85         | 52 899              | гр. Светловодск        | 45 312              | 135                              | Власовка                                 |
| Административен район   |            |                     |                        |                     |                                  |                                          |
| 1. Александрийски       | 1900       | 34 875              | гр. Александрия        |                     | 75                               | Новая Прага, Приютовка                   |
| 2. Александровски       | 1159       | 27 021              | сгт Александровка      | 8464                | 81                               | Елизаветградка, Лесовое                  |
| 3. Благовешченски       | 701        | 22 608              | гр. Благовешченское    | 6051                | 247                              |                                          |
| 4. Бобринецки           | 1496       | 25 703              | гр. Бобринец           | 10 758              | 54                               |                                          |
| 5. Гайворонски          | 695        | 37 677              | гр. Гайворон           | 14 523              | 283                              | Завале, Салково                          |
| 6. Голованевски         | 992        | 29 947              | сгт Голованевск        | 5857                | 261                              | Побугское                                |
| 7. Добровеличковски     | 1297       | 33 684              | сгт Добровеличковка    | 5575                | 105                              | гр. Помошная                             |
| 8. Долински             | 1276       | 33 937              | гр. Долинская          | 18 792              | 75                               | Молодьожное                              |
| 9. Знаменски            | 1334       | 22 114              | гр. Знаменка           |                     | 40                               |                                          |
| 10. Компанеевски        | 967        | 14 955              | сгт Компанеевка        | 4429                | 31                               |                                          |
| 11. Кропивницки         | 1557       | 36 998              | гр. Кропивницки        |                     | -                                |                                          |
| 12. Маловисковски       | 1248       | 42 885              | гр. Малая Виска        | 10 382              | 61                               | Смолино                                  |
| 13. Новгородковски      | 997        | 15 494              | сгт Новгородка         | 5675                | 37                               |                                          |
| 14. Новоархангелски     | 1206       | 24 453              | сгт Новоархангелск     | 6121                | 150                              |                                          |
| 15. Новомиргородски     | 1032       | 28 391              | гр. Новомиргород       | 11 117              | 80                               | Капитановка                              |
| 16. Новоукраински       | 1668       | 41 633              | гр. Новоукраинка       | 16 858              | 71                               |                                          |
| 17. Олшански            | 645        | 12 565              | сгт Олшанка            | 4596                | 130                              |                                          |
| 18. Онуфриевски         | 889        | 18 110              | сгт Онуфриевка         | 3855                | 119                              | Павлиш                                   |
| 19. Петровски           | 1195       | 23 946              | сгт Петрово            | 7150                | 119                              | Балаховка                                |
| 20. Светловодски        | 1219       | 12 226              | гр. Светловодск        |                     | 135                              |                                          |
| 21. Устиновски          | 942        | 13 036              | сгт Устиновка          | 3424                | 85                               |                                          |